# Port lotniczy Balmaceda
Port lotniczy Balmaceda – port lotniczy zlokalizowany w chilijskim mieście Balmaceda.

## Linie lotnicze i połączenia
- LAN Airlines (Puerto Montt, Punta Arenas, Santiago)
- Sky Airline (Puerto Montt, Punta Arenas)